# Домінік Ландертінгер
Домінік Ландертінгер (нім. Dominik Landertinger; 13 березня 1988, Браунау-на-Інні, Австрія) — австрійський біатлоніст. Срібний медаліст Зимових Олімпійських ігор 2010 у Ванкувері в естафеті, срібний медаліст Зимових Олімпійських ігор 2014 у Сочі в спринті та бронзовий в естафеті, чемпіон світу в гонці з масового старту та срібний призер естафети 4×7,5 км. Володар малого кришталевого глобусу в заліку гонок з масового старту в сезоні 2009/2010 років.

## Виступи на Олімпійських іграх
| Рік  | Місце проведення | Інд | Спр | Пр | МС | Ест | ЗМ |
| 2010 | Ванкувер         | 23  | 34  | 17 | 7  | 2   | х  |
| 2014 | Сочі             | 5   | 2   | 10 | 7  | 3   |    |

## Виступи на чемпіонатах світу
| Рік  | Місце проведення     | Інд | Спр | Пр | МС | Ест | ЗМ |
| 2009 | Пхьончхан            | 6   | 17  | 34 | 1  | 2   |    |
| 2011 | Ханти-Мансійськ      | 16  | 49  | 46 |    | 9   | 7  |
| 2012 | Рупольдінг           | 15  | 28  | 31 | 24 | 5   |    |
| 2013 | Нове Место-на-Мораві | 14  | 15  | 5  | 6  | 5   | 17 |

## Кар'єра в Кубку світу
- Дебют в кубку світу — 13 грудня 2007 року в індивідуальній гонці в Поклюці — 18 місце.
- Перше попадання в залікову зону — 13 грудня 2007 року в індивідуальній гонці в Поклюці — 18 місце.
- Перший подіум — 16 грудня 2008 року в естафеті в Поклюці — 3 місце.
- Перший особистий подіум — 17 січня 2009 року в спринті в Рупольдинзі — 2 місце.
- Перша перемога — 8 січня 2009 року в естафеті в Обергофі — 1 місце.
- Перша особиста перемога — 27 лютого 2010 року в масстарті в Пхьончхані — 1 місце.

## Список призових місць на етапах Кубка світу
За свою кар'єру виступів на етапах Кубка світу з біатлону Домінік 26 разів підіймався на подіум пошани, з них 5 разів (включаючи 2 особисті перемоги) на найвищу сходинку та 11 разів був другим. 14 із 26 подіумів Домінік виборов у складі естафетної збірної. 
Ще два подіуми Домінік виборов на Олімпійських іграх 2014 в Сочі у спринтерській гонці та естафеті, однак ці гонки не зараховувалася до заліку Кубка світу. 
| №  | Позиція | Дисципліна          | Етап        | Місце проведення |
| -- | ------- | ------------------- | ----------- | ---------------- |
| 1  | 1       | естафета            | 2008/09 - 4 | Обергоф          |
| 2  | 1       | естафета            | 2009/10 - 2 | Гохфільцен       |
| 3  | 1       | мас-старт           | 2009/10 - 5 | Ханти-Мансійськ  |
| 4  | 1       | мас-старт           | ЧС-2009     | Пхьончхан        |
| 5  | 1       | естафета            | 2013/14 - 5 | Рупольдінг       |
| 6  | 2       | естафета            | 2008/09 - 2 | Гохфільцен       |
| 7  | 2       | спринт              | 2008/09 - 5 | Рупольдінг       |
| 8  | 2       | мас-старт           | 2008/09 - 6 | Антхольц         |
| 9  | 2       | естафета            | ЧС-2009     | Пхьончхан        |
| 10 | 2       | мас-старт           | 2008/09 - 9 | Ханти-Мансійськ  |
| 11 | 2       | спринт              | 2009/10 - 3 | Поклюка          |
| 12 | 2       | спринт              | 2009/10 - 6 | Антхольц         |
| 13 | 2       | естафета            | ОІ-2010     | Ванкувер         |
| 14 | 2       | естафета            | 2010/11 - 2 | Гохфільцен       |
| 15 | 2       | індивідуальна гонка | 2012/13 - 1 | Естерсунд        |

| №  | Позиція | Дисципліна           | Етап        | Місце проведення |
| -- | ------- | -------------------- | ----------- | ---------------- |
| 16 | 2       | мас-старт            | 2012/13 - 9 | Ханти-Мансійськ  |
| 17 | 3       | естафета             | 2007/08 - 3 | Поклюка          |
| 18 | 3       | гонка переслідування | 2008/09 - 5 | Рупольдінг       |
| 19 | 3       | естафета             | 2009/10 - 1 | Естерсунд        |
| 20 | 3       | естафета             | 2009/10 - 5 | Рупольдінг       |
| 21 | 3       | гонка переслідування | 2009/10 - 6 | Антхольц         |
| 22 | 3       | індивідуальна гонка  | 2010/11 - 5 | Рупольдінг       |
| 23 | 3       | естафета             | 2011/12 - 6 | Антхольц         |
| 24 | 3       | естафета             | 2012/13 - 5 | Рупольдінг       |
| 25 | 3       | естафета             | 2012/13 - 6 | Антхольц         |
| 26 | 3       | естафета             | 2013/14 - 3 | Ансі             |

## Загальний залік в Кубку світу
- 2007—2008 — 61-е місце (37 очок)
- 2008—2009 — 11-е місце (587 очок)
- 2009—2010 — 6-е місце (701 очки)
- 2010—2011 — 34-е місце (238 очок)
- 2011—2012 — 33-е місце (260 очок)
- 2012—2013 — -е місце (715 очок)

## Статистика стрільби
| № п/п | Сезон     | Загальна        | Індивідуальна гонка | Спринт         | Гонка переслідування | Мас-старт      | Естафета      |
| ----- | --------- | --------------- | ------------------- | -------------- | -------------------- | -------------- | ------------- |
| 1     | 2007-2008 | 72,0%(126/175)  | 80,0% (16/20)       | 68,0% (34/50)  | 70,0% (56/80)        | 0,0% (0/0)     | 80,0% (20/25) |
| 2     | 2008-2009 | 80,6% (291/361) | 85,0% (34/40)       | 82,5% (66/80)  | 77,5% (93/120)       | 87,5% (70/80)  | 68,3% (28/41) |
| 3     | 2009-2010 | 79,6% (332/417) | 80,0% (32/40)       | 72,0% (72/100) | 81,7% (98/120)       | 81,0% (81/100) | 86,0% (49/57) |
| 4     | 2010-2011 | 82,2% (162/197) | 88,3% (53/60)       | 85,0% (34/40)  | 80,0% (32/40)        | 85,0% (17/20)  | 70,3% (26/37) |
| 5     | 2011-2012 | 82,2% (286/348) | 90,0% (54/60)       | 70,0% (63/90)  | 85,0% (102/120)      | 85,0% (17/20)  | 86,2% (50/58) |
| 6     | 2012-2013 | 84,9% (411/484) | 90,0% (54/60)       | 82,0% (82/100) | 87,1% (122/140)      | 85,0% (85/100) | 81,0% (64/84) |